# Урна
Урна је врста вазе са суженим грлом, која се користи у декоративне сврхе, али су данас најпознатије урне у које се смешта пепео кремираног покојника. Најстарије урне које су служиле у ту сврху сежу од око 7000. године пре нове ере на простору Цјахуа, Кина, где је пронађено 32 примерка. Стари Римљани су полагали урне с остацима покојника у групне гробнице, тзв. голубињаке (колумбаријум). У Баварској је био обичај да се срце покојног краља засебно похрани у урну. Масовније коришћење урни за кремацију у модерно доба првобитно се проширило по англосаксонском свету.